# Baby's in Black
〈Baby's in Black〉은 존 레논과 폴 매카트니가 공동으로 작곡한 비틀즈의 곡이다. 곡은 영국에서 음반 《Beatles for Sale》에 수록되어 발매했고, 미국에서는 《Beatles '65》에 수록되어 발매했다.

## 작곡과 녹음
〈Baby's in Black〉은 6/8박자로 연주되며 이 보통 빠르기는 왈츠의 박자인 3/4과 비슷하다. 가사는 함부르크 시기 비틀즈와 만난 사진가이자 1962년 요절한 스튜어트 섯클리프의 약혼자 아스트리드 커처에 대한 것이다. AMG는 곡을 "이전의 비틀즈 곡보다 더 우울할지 모를 비통한 소녀를 향한 사랑 한탄"이라고 묘사했다. 음악학 연구가 앨런 W. 폴락은 곡이 후렴구, 브리지, 그리고 기타 솔로와 같은 형태에 있어서 복잡한 곡이라고 썼다. 그는 이 곡이 "블루지"한 코드와 컨트리 음악에 영향 받은 보컬 등 양식이 "뒤죽박죽"이라고 했다.
〈Baby's in Black〉은 비틀즈에 의해 1964년 8월 11일 녹음되어 《Beatles for Sale》에 수록, 첫 발표되었다. 레논과 매카트니는 보컬 파트에서 같은 마이크를 사용해 함께 불렀다. 이는 공연과 같은 효과를 내기 위해 그들이 요청한 것이었다. 매카트니는 1964년 음악 출판사에서 어느 멜로디가 주된 멜로디냐를 묻는 질문(예를 들어, 폴이 높은가 아니면 레논이 높은가)에 둘 다 주된 멜로디라고 답했다.

## 공개
비틀즈는 〈Baby's in Black〉를 1964년 말부터 그들의 마지막 공연인 1966년까지에 걸쳐 라이브로 선보였다. 보통 그들은 〈Rock and Roll Music〉과 〈She's a Woman〉에 이어 곡을 공연하고는 했다. 매카트니는 곡을 소개할 때마다 이렇게 말했다고 설명했다. "'이제 뭔가 다른 걸 해보죠' ... 우린 그걸 거기에 넣었는데, '음, 저들이 이걸 어떻게 만들었는지는 아마 모를텐데, 쿨하니 뭐'라고 생각했어요" 1996년 〈Baby's in Black〉의 라이브 버전이 〈Real Love〉의 B면에 실려나왔다.

## 참여 인원
- 존 레논 – 보컬, 어쿠스틱 리듬 기타
- 폴 매카트니 –보컬, 베이스 기타
- 조지 해리슨 – 리드 기타
- 링고 스타 – 드럼

이언 맥도널드 제공

## 참고 문헌
- Cross, Craig (2005). 《The Beatles: Day-by-Day, Song-by-Song, Record-by-Record》. Lincoln, NE: iUniverse, Inc. ISBN 0-595-34663-4.
- 《The Beatles - Complete Scores》. Milwaukee: Hal Leanord. 1993. ISBN 0-7935-1832-6.
- Harry, Bill (2000). 《The Beatles Encyclopedia: Revised and Updated》. London: Virgin Publishing. ISBN 0-7535-0481-2.
- Lewisohn, Mark (1988). 《The Beatles Recording Sessions》. New York: Harmony Books. ISBN 0-517-57066-1.
- Miles, Barry (1997). 《Paul McCartney: Many Years From Now》. New York: Henry Holt & Company. ISBN 0-8050-5249-6.
- Sheff, David (2000). 《All We Are Saying: The Last Major Interview with John Lennon and Yoko Ono》. New York: St. Martin's Press. ISBN 0-312-25464-4.
- Spitz, Bob (2005). 《The Beatles: The Biography》. Boston: Little, Brown. ISBN 0-316-80352-9.
- Unterberger, Richie (2007). [(영어) https://www.allmusic.com/song/t462340 “Review of "Baby's in Black"”] |url= 값 확인 필요 (도움말). Allmusic. 2007년 3월 20일에 확인함.
- Pollack, Alan W. (1995년 12월 31일). “Notes on "Baby's in Black"”. 《"Notes on" Series》.